# Abarema oxyphyllidia
Abarema oxyphyllidia és una espècie de llegum del gènere Abarema de la família Fabaceae. És endèmica de la serralada de Guajiquiro, al sud-oest d'Hondures. Es troba en bosc de muntanya, i es coneix només d'un sol exemplar recollit el 1964.